# Eucalliax
Eucalliax is een geslacht van kreeftachtigen uit de klasse van de Malacostraca (hogere kreeftachtigen).

## Soorten
- Eucalliax aequimana (Baker, 1907)
- Eucalliax andamanica (Sakai, 2002)
- Eucalliax bulimba (Poore & Griffin, 1979)
- Eucalliax cearaensis Rodrigues & Manning, 1992
- Eucalliax inaequimana Dworschak, 2014
- Eucalliax jonesi (Heard, 1989)
- Eucalliax kensleyi Dworschak, 2005
- Eucalliax mcilhenny Felder & Manning, 1994
- Eucalliax panglaoensis Dworschak, 2006
- Eucalliax quadracuta (Biffar, 1970)